# Kristian Hammer
Pour les articles homonymes, voir Hammer.
Kristian Hammer, né le 20 mars 1976 à Narvik, est un coureur norvégien du combiné nordique. Il est notamment deux fois champion du monde par équipes, médaillé de bronze individuel aux Championnats du monde 2005 et quatre fois victorieux en Coupe du monde. Il est devenu depuis entraîneur. 

## Carrière
Il fait ses débuts internationaux junior en 1994 et obtient deux médailles aux championnats du monde de la catégorie, à chaque fois par équipes, en bronze en 1995 et en or en 1996. En janvier 1995, il démarre dans la Coupe du monde à Liberec, se classant onzième. En 1996, il pénètre le top dix et en janvier 1997, il monte sur son premier podium à Val di Fiemme. Il remporte sa première victoire en Coupe du monde en 2000 à Sapporo puis devient champion du monde par équipes en 2001 à Lahti avec Kenneth Braaten, Sverre Rotevatn et Bjarte Engen Vik, remportant trois victoires la même saison (Lillehammer, Reit im Winkl et Sapporo), pour se classer quatrième du classement final de la Coupe du monde, le meilleur de toute sa carrière. Lors de la saison 2001-2002, il comptabilise seulement deux troisièmes places à Kuopio. Aux Championnats du monde 2003, il échoue à remporter de médaille, se classant cinquième et sixième individuellement et quatrième par équipes.
Il monte de nouveau sur un podium individuel après une saison ratée en janvier 2005 a 
Lors des Mondiaux 2005, il gagne son deuxième titre dans l'épreuve par équipes avec Petter Tande, Håvard Klemetsen et Magnus Moan et décroche de manière surprise la médaille de bronze dans le sprint, malgré des problèmes de santé subis plutôt dans la saison.
Il a participé à trois éditions des Jeux olympiques d'hiver, en 1998 à Nagano, 2002 à Salt Lake City et 2006 à Turin, obtenant comme meilleurs résultats une cinquième place par équipes et une huitième place en individuel en 2002. Peu après les Jeux olympiques d'hiver de 2006, il décide de prendre sa retraite sportive, du fait du manque de motivation et de ses récurrents problèmes au sinus.
En 2013 et 2014, il est l'entraîneur en chef de l'équipe de Norvège de combiné. En 2016, il revient au poste et le reste jusqu'en 2019, décidant de rester avec sa famille. Durant sa fonction, il mène la Norvège a deux titres olympiques en 2014 (Jørgen Graabak et la compétition par équipes) et il permet à la Norvège de gagner ses premiers titres aux Championnats du monde depuis 2005 avec Jarl Magnus Riiber en 2019.

## Palmarès

### Jeux olympiques
| Épreuve / Édition | Nagano 1998 | Salt Lake City 2002 | Salt Lake City 2006 |
| Sprint            | -           | 20e                 | 28e                 |
| Gundersen         | 26e         | 8e                  | 35e                 |
| Par équipes       | -           | 5e                  | -                   |

### Championnats du monde
| Épreuve / Édition | Épreuve / Édition | Lahti 2001 | Val di Fiemme 2003 | Oberstdorf 2005 |
| Sprint            | Sprint            | 7e         | 6e                 | Bronze          |
| Gundersen         | Gundersen         | 5e         | 5e                 | 15e             |
| Par équipes       | Par équipes       | Or         | 4e                 | Or              |

### Coupe du monde
- Meilleur classement général : 4e en 2001.
- 13 podiums individuels : 4 victoires, 1 deuxième place, 8 troisièmes places.
- 2 podiums par équipes : 2 troisièmes places.

#### Détail des victoires
| Année | Lieu                                                              |
| 2000  | Sapporo (Japon)                                                   |
| 2001  | Lillehammer (Norvège), Reit im Winkl (Allemagne), Sapporo (Japon) |

#### Différents classements en Coupe du monde
| Année     | Classement général final |
| 1994-1995 | 20e                      |
| 1995-1996 | 23e                      |
| 1996-1997 | 22e                      |
| 1997-1998 | 15e                      |
| 1998-1999 | 48e                      |
| 1999-2000 | 11e                      |
| 2000-2001 | 4e                       |
| 2001-2002 | 12e                      |
| 2002-2003 | 10e                      |
| 2003-2004 | 35e                      |
| 2004-2005 | 15e                      |
| 2005-2006 | 26e                      |

### Championnats de Norvège
- Champion de Gundersen et de sprint en 2003.